# Línea 333 (Interurbanos Madrid)
La línea 333 de la red de autobuses interurbanos de Madrid une la Estación Sur con Rivas-Vaciamadrid.

## Características
Esta línea une Madrid con los barrios de Rivas Centro y Rivas Este de Rivas-Vaciamadrid. El recorrido total tiene una duración media de unos 35 minutos.
La línea no mantiene los mismos horarios todo el año, desde el 16 de julio al 31 de agosto se reducen el número de expediciones los días laborables entre semana (sábados laborables, domingos y festivos tienen los mismos horarios todo el año), además de los días excepcionales vísperas de festivo y festivos de Navidad en los que los horarios también cambian y se reducen.
Está operada por la empresa La Veloz mediante la concesión administrativa VCM-301 - Madrid – Valdelaguna – San Martín de la Vega (Viajeros Comunidad de Madrid) del Consorcio Regional de Transportes de Madrid.

### Frecuencias
| Lunes a viernes laborables (1 sept. - 15 julio)   |
| De 6:35 a 23:05 cada 15 minutos                   |
| A 23:30 - 24:00                                   |
| Lunes a viernes lectivos                          |
| A 8:00- 8:15- 14:30                               |
| Lunes a viernes laborables (16 julio - 31 agosto) |
| A 6:24                                            |
| De 6:45 a 0:45 cada 18 minutos                    |
| Sábados laborales, domingos y festivos            |
| De 6:30 a 1:00 cada 30 minutos                    |

| Lunes a viernes laborables (1 sept. - 15 julio)   |
| De 5:20 a 21:50 cada 15 minutos                   |
| A 22:30 - 23:00                                   |
| Lunes a viernes laborables (16 julio - 31 agosto) |
| A 5:30                                            |
| De 5:51 a 23:51 cada 18 minutos                   |
| Sábados laborales, domingos y festivos            |
| De 5:30 a 23:30 cada 30 minutos                   |
| A 0:10                                            |

1. ↑   Los servicios de las 18:05, 19:05 y 20:05 pasan por el Barrio de la Luna y no por la calle Picos de Urbión.
2. ↑   Los servicios de las 7:35, 8:20, 8:35, 12:05, 14:05 y 15:50 pasan por el C.E.I.P. Rafael Alberti.
3. ↑  (Est. Rivas - Urbanizaciones - Pº Provincias - I.E.S. Duque de Rivas)
4. ↑  (Est. Rivas - Urbanizaciones - C.E.M. Hipatia - I.E.S. Duque de Rivas)
5. ↑  (C.E.M. Hipatia - I.E.S. Duque de Rivas)
6. ↑   Los servicios de las 18:09 y 19:03 pasan por el Barrio de la Luna.
7. 1 2   Todos los servicios pasan por el Barrio de la Luna
8. ↑   Los servicios de las 6:05, 6:35 y 7:05 pasan por el Barrio de la Luna y no por la calle Picos de Urbión.
9. ↑   Los servicios de las 6:27 y 7:03 pasan por el Barrio de la Luna.

### Material móvil
| Marca         | Modelo               | Año  | Combustible |
| ------------- | -------------------- | ---- | ----------- |
| Scania        | K320UB4X2LB Citywide | 2018 | Híbrido     |
| Iveco Bus     | Crossway LE          | 2016 | Diésel      |
| Setra         | S 418 LE             | 2020 | Diésel      |
| Mercedes-Benz | O-530 Citaro C2      | 2022 | Híbrido     |

## Recorrido y paradas
NOTA: Debido a las obras del nuevo intercambiador de Conde de Casal, las paradas sombreadas en naranja sustituyen a aquellas sombreadas en rojo, desde el 17 de febrero de 2025 hasta fin de obras.

### Sentido Rivas (Bellavista)
| Código                                                                                     | Parada                                      | Común con                                        | Conexiones con Metro y Cercanías | Municipio         | Zona |
| ------------------------------------------------------------------------------------------ | ------------------------------------------- | ------------------------------------------------ | -------------------------------- | ----------------- | ---- |
| 07433                                                                                      | Av. Mediterráneo - Conde de Casal           | 331 332 334 336 337 339                          | Conde de Casal                   | Madrid            |      |
| 50058                                                                                      | Estación de Méndez Álvaro                   |                                                  | Méndez Álvaro                    | Madrid            |      |
| 3350                                                                                       | Mediterráneo-Pérez de Ayala                 | 145 E 331 332 334 339 341                        |                                  | Madrid            |      |
| 3351                                                                                       | Mediterráneo-Pío Felipe                     | 145 E 331 332 334 339 341                        |                                  | Madrid            |      |
| 3353                                                                                       | Mediterráneo-Pablo Neruda                   | 63 145 E 312 312A 331 332 334 336 337 339 341    |                                  | Madrid            |      |
| 5150                                                                                       | Mediterráneo-Politécnico                    | 63 145 312 312A 331 332 334 336 337 339 341      |                                  | Madrid            |      |
| 2612                                                                                       | Mediterráneo-Democracia                     | 63 145 E 312 312A 331 332 334 336 337 339 341    |                                  | Madrid            |      |
| 07439                                                                                      | Mediterráneo-Santa Eugenia                  | 312 312A 331 332 334 336 337 339 341 351 352 353 | Santa Eugenia                    | Madrid            |      |
| 07519                                                                                      | Av. Covibar - Rosa                          | 331 334                                          |                                  | Rivas-Vaciamadrid |      |
| 09784                                                                                      | Av. Covibar - Colegio                       | 331 334                                          |                                  | Rivas-Vaciamadrid |      |
| 07520                                                                                      | Av. Covibar - Pza. Violeta Parra            | 330 334                                          |                                  | Rivas-Vaciamadrid |      |
| 07521                                                                                      | Av. Covibar - Pza. Pau Casals               | 330 334                                          |                                  | Rivas-Vaciamadrid |      |
| 12204                                                                                      | P.º Ferrocarril - Est. Rivas Urbanizaciones | 330 1                                            | Rivas-Urbanizaciones             | Rivas-Vaciamadrid |      |
| 12203                                                                                      | P.º Provincias - Cáceres                    | 1                                                |                                  | Rivas-Vaciamadrid |      |
| 20709                                                                                      | P.º Provincias - Av. Víctimas de Terrorismo | 1                                                |                                  | Rivas-Vaciamadrid |      |
| 11609                                                                                      | P.º Provincias - Valladolid                 | 1                                                |                                  | Rivas-Vaciamadrid |      |
| Los servicios que pasan por el CEIP Rafael Alberti realizan la siguiente parada            |                                             |                                                  |                                  |                   |      |
| 18781                                                                                      | P.º Provincias - San Sebastián              |                                                  |                                  | Rivas-Vaciamadrid |      |
| Paradas del itinerario normal                                                              |                                             |                                                  |                                  |                   |      |
| 20077                                                                                      | Av. Tierra - Dulce Chacón                   | 1                                                |                                  | Rivas-Vaciamadrid |      |
| 18782                                                                                      | Av. Tierra - Av. Ocho de Marzo              | 1                                                |                                  | Rivas-Vaciamadrid |      |
| 18783                                                                                      | Av. Ocho de Marzo - Ciudad Educativa        | 1                                                |                                  | Rivas-Vaciamadrid |      |
| Los servicios que pasan por el Barrio de La Luna realizan la siguiente parada              |                                             |                                                  |                                  |                   |      |
| 20471                                                                                      | Av. Almendros - Río Amazonas                |                                                  |                                  | Rivas-Vaciamadrid |      |
| Paradas del itinerario normal                                                              |                                             |                                                  |                                  |                   |      |
| 18266                                                                                      | Av. Almendros - Isadora Duncan              |                                                  |                                  | Rivas-Vaciamadrid |      |
| 11605                                                                                      | Av. Almendros - Centro Comercial            |                                                  |                                  | Rivas-Vaciamadrid |      |
| Los servicios que NO pasan por la calle Picos de Urbión NO realizan las siguientes paradas |                                             |                                                  |                                  |                   |      |
| 12060                                                                                      | P.º Provincias - Sevilla                    |                                                  |                                  | Rivas-Vaciamadrid |      |
| 12061                                                                                      | Picos de Urbión - Huelva                    |                                                  |                                  | Rivas-Vaciamadrid |      |
| 12062                                                                                      | Picos de Urbión - Cerpa                     |                                                  |                                  | Rivas-Vaciamadrid |      |
| Paradas del itinerario normal                                                              |                                             |                                                  |                                  |                   |      |
| 20471                                                                                      | Av. Almendros - Colegio                     |                                                  |                                  | Rivas-Vaciamadrid |      |
| 09070                                                                                      | P.º Chopera - Instiuto                      | 1                                                |                                  | Rivas-Vaciamadrid |      |
| 11614                                                                                      | P.º Chopera - Robles                        |                                                  |                                  | Rivas-Vaciamadrid |      |
| 11616                                                                                      | P.º Chopera - Tilos                         |                                                  |                                  | Rivas-Vaciamadrid |      |
| 11618                                                                                      | Nibelungos - Av. Zarzuela                   |                                                  |                                  | Rivas-Vaciamadrid |      |
| 07514                                                                                      | Av. Almendros - Integración                 | 331                                              |                                  | Rivas-Vaciamadrid |      |
| 16039                                                                                      | Junkal - Estadio de Atletismo               | 330                                              |                                  | Rivas-Vaciamadrid |      |
| 16040                                                                                      | Junkal - Colegio                            | 330                                              |                                  | Rivas-Vaciamadrid |      |
| 19191                                                                                      | César Manrique - José Hierro                | 330 334                                          |                                  | Rivas-Vaciamadrid |      |
| 16044                                                                                      | César Manrique - Pza. Beleño                |                                                  |                                  | Rivas-Vaciamadrid |      |
| 16581                                                                                      | César Manrique - Centro de Salud            |                                                  |                                  | Rivas-Vaciamadrid |      |
| 16720                                                                                      | Av. Ramón y Cajal - Amapola                 | 331 1                                            |                                  | Rivas-Vaciamadrid |      |
| 20927                                                                                      | Av. Ramón y Cajal - La Vid                  |                                                  |                                  | Rivas-Vaciamadrid |      |
| 13280                                                                                      | Av. Ramón y Cajal - Jovellanos              | 331 1                                            |                                  | Rivas-Vaciamadrid |      |

### Sentido Madrid
| Código                                                                                     | Parada                                       | Común con                                                         | Conexiones con Metro y Cercanías | Municipio         | Zona |
| ------------------------------------------------------------------------------------------ | -------------------------------------------- | ----------------------------------------------------------------- | -------------------------------- | ----------------- | ---- |
| 12800                                                                                      | Av. Ramón y Cajal - Instituto                | 331 1                                                             |                                  | Rivas-Vaciamadrid |      |
| 16721                                                                                      | Av. Ramón y Cajal - Amapola                  | 331 1                                                             |                                  | Rivas-Vaciamadrid |      |
| 16580                                                                                      | César Manrique - Centro de Salud             |                                                                   |                                  | Rivas-Vaciamadrid |      |
| 16043                                                                                      | César Manrique - Boros                       |                                                                   |                                  | Rivas-Vaciamadrid |      |
| 19190                                                                                      | César Manrique - Junkal                      | 330 334                                                           |                                  | Rivas-Vaciamadrid |      |
| 15874                                                                                      | Junkal - Acacias                             | 330 1                                                             |                                  | Rivas-Vaciamadrid |      |
| 15872                                                                                      | Junkal - Sauces                              | 330 1                                                             |                                  | Rivas-Vaciamadrid |      |
| 07506                                                                                      | Av. Almendros - Integración                  | 331                                                               |                                  | Rivas-Vaciamadrid |      |
| 11619                                                                                      | Nibelungos - Av. Zarzuela                    |                                                                   |                                  | Rivas-Vaciamadrid |      |
| 11617                                                                                      | P.º Chopera - Tilos                          |                                                                   |                                  | Rivas-Vaciamadrid |      |
| 11615                                                                                      | P.º Chopera - Robles                         |                                                                   |                                  | Rivas-Vaciamadrid |      |
| 09102                                                                                      | P.º Chopera - Instituto                      |                                                                   |                                  | Rivas-Vaciamadrid |      |
| 09012                                                                                      | Av. Almendros - Colegio                      |                                                                   |                                  | Rivas-Vaciamadrid |      |
| Los servicios que NO pasan por la calle Picos de Urbión NO realizan las siguientes paradas |                                              |                                                                   |                                  |                   |      |
| 12063                                                                                      | Picos de Urbión - Cazorla                    |                                                                   |                                  | Rivas-Vaciamadrid |      |
| 12064                                                                                      | Picos de Urbión - Cañadas                    |                                                                   |                                  | Rivas-Vaciamadrid |      |
| 12065                                                                                      | P.º Provincias - Sevilla                     |                                                                   |                                  | Rivas-Vaciamadrid |      |
| Paradas del itinerario normal                                                              |                                              |                                                                   |                                  |                   |      |
| 18777                                                                                      | Av. Almendros - Débora Arango                |                                                                   |                                  | Rivas-Vaciamadrid |      |
| 18778                                                                                      | Av. Almendros - Isadora Duncan               |                                                                   |                                  | Rivas-Vaciamadrid |      |
| Los servicios que pasan por el Barrio de La Luna realizan la siguiente parada              |                                              |                                                                   |                                  |                   |      |
| 20471                                                                                      | Av. Almendros - Río Amazonas                 |                                                                   |                                  | Rivas-Vaciamadrid |      |
| Paradas del itinerario normal                                                              |                                              |                                                                   |                                  |                   |      |
| 18779                                                                                      | Av. Ocho de Marzo - Ciudad Educativa         | 1                                                                 |                                  | Rivas-Vaciamadrid |      |
| 18780                                                                                      | Av. Tierra - Av. Ocho de Marzo               | 1                                                                 |                                  | Rivas-Vaciamadrid |      |
| 20276                                                                                      | Av. Tierra - Dulce Chacón                    | 1                                                                 |                                  | Rivas-Vaciamadrid |      |
| 11610                                                                                      | P.º Provincias - Ronda de Gijón              | 1                                                                 |                                  | Rivas-Vaciamadrid |      |
| 20708                                                                                      | P.º Provincias - Av. Víctimas del Terrorismo | 1                                                                 |                                  | Rivas-Vaciamadrid |      |
| 11612                                                                                      | P.º Provincias - Ronda de Oviedo             | 1                                                                 |                                  | Rivas-Vaciamadrid |      |
| 16069                                                                                      | P.º Ferrocarril - Est. Rivas Urbanizaciones  | 1                                                                 | Rivas-Urbanizaciones             | Rivas-Vaciamadrid |      |
| 07523                                                                                      | Av. Covibar - Pza. Rafael Alberti            | 330 334                                                           |                                  | Rivas-Vaciamadrid |      |
| 07524                                                                                      | Av. Covibar - Pza. Violeta Parra             | 330 334                                                           |                                  | Rivas-Vaciamadrid |      |
| 09785                                                                                      | Av. Covibar - Colegio                        | 331 334                                                           |                                  | Rivas-Vaciamadrid |      |
| 07525                                                                                      | Av. Covibar - Rosa                           | 331 334                                                           |                                  | Rivas-Vaciamadrid |      |
| 07529                                                                                      | Mediterráneo-Santa Eugenia                   | 312 312A 313 326 331 332 334 336 337 339 341 351 352 353          | Santa Eugenia                    | Madrid            |      |
| 2613                                                                                       | Mediterráneo-Democracia                      | 312 312A 313 326 331 332 334 336 337 339 341 351 352 353 63 145 E |                                  | Madrid            |      |
| 4283                                                                                       | Mediterráneo-Fuente Carrantona               | 312 312A 313 326 331 332 334 336 337 339 341 351 352 353 145 E    |                                  | Madrid            |      |
| 3352                                                                                       | Mediterráneo-Pío Felipe                      | 331 332 334 339 341 145 E                                         |                                  | Madrid            |      |
| 2611                                                                                       | Mediterráneo-Arroyo Fontarrón                | 331 332 339 341 63 143 145 E                                      |                                  | Madrid            |      |
| 07433                                                                                      | Av. Mediterráneo - Conde de Casal            | 331 332 334 336 337 339                                           | Conde de Casal                   | Madrid            |      |
| 50056                                                                                      | Estación de Méndez Álvaro                    |                                                                   | Méndez Álvaro                    | Madrid            |      |